# Rafael Marques de Morais
Rafael Marques de Morais (Luanda, 31 d'agost de 1971) és un periodista d'investigació i activista polític d'Angola que fou conegut internacionalment pels seus articles sobre la indústria de diamants i la corrupció a Angola. Manté un website anticorrupció denominat Maka Angola.

## Primers anys
Mentre creixia, Marques es va inquietar per l'empitjorament de l'estat del seu país: "Mai no havia sentit parlar d'un advocat, no tenia idea que eren els drets humans, no tenia idea de què era la lluita contra la corrupció", va recordar més tard. "Em vaig adonar que la forma d'abordar els problemes que em preocupaven era ser periodista."
Va rebre un BA (Hons) Antropologia & Media de Goldsmiths, Universitat de Londres i un postgrau en estudis africans de St Antony's College, Universitat d'Oxford. Es va establir com a periodista en 1992 en el diari estatal Jornal de Angola.
Poc després d'ingressar a Jornal de Angola, Marquès va escriure un article sobre les properes eleccions presidencials en què va citar les crítiques d'un líder de l'oposició a dos Santos. No tenia la intenció de publicar la cita al diari, sinó que, per algun error editorial, va aparèixer en el document. Marques va ser castigat amb un trasllat al taulell de notícies local. A causa de la seva continuada "tendència a injectar comentaris socials no desitjats fins i tot al reportatge més sec", va seguir sent degradat. Un dia, assignat a escriure sobre les últimes estadístiques nacionals, va incloure l'anàlisi política. "I aquesta va ser l'última palla", va dir després a un periodista. Va ser acomiadat.
El 1998 es va reprendre la guerra civil angolesa. El 1999 poc després de publicar la peça d'opinió "Cannon Fodder", Marques va començar a recopilar signatures en una petició que demanava el final de la guerra. Va ser atacat per ràdio i per premsa. Entre 1998 i 2004 va treballar per a l' Open Society Foundations, del magnat George Soros, en projectes de suport a l'educació, comunicació social, democràcia i drets humans a Angola, actuant en col·laboració amb el Ministeri d'Educació del país. En gener de 2005 es va desvincular de l' Open Society.

## O baton da ditadura
El 3 de juliol de 1999, la revista setmanal Angola va publicar un article de Marques titulat O baton da ditadura (El llapis de llavis de la dictadura, un joc de paraules basada en el terme portuguès per a una porra policial). En ell, va criticar al President d'Angola, José Eduardo dos Santos. Marques va titllar Dos Santos de dictador i el va acusar de destruir Angola i promoure "la incompetència, la malversació i la corrupció com a valors polítics i socials". Tres mesos més tard, el 16 d'octubre, Marques era arrestat a casa seva a Luanda i acusat de difamació.
El van detenir durant quaranta dies sense càrrecs i no se li va permetre contactar amb la seva família o un advocat. A la nit, "la policia esclatarà, el despertarà i intentarà obligar-lo a signar documents en blanc que posteriorment podrien ser utilitzats contra ell". Quan es va negar, li van negar menjar i aigua. Marques va passar una vaga de fam que es va fer pública. Com a resultat, va ser traslladat a una altra presó, on se li va donar menjar, però on la seva cel·la estava tan plena que "els presoners dormien recolzats contra les parets que s'arrossegaven amb els polls".
Gràcies a l'augment de la pressió internacional sobre Angola impulsada pels esforços de l'Open Society Institute, Marques va ser alliberat sota fiança el 25 de novembre, amb la condició que es quedés a Luanda i no parlés amb periodistes ni fes declaracions públiques. El 15 de desembre, sense explicació, el Tribunal Provincial de Luanda va transferir el seu cas a la Cort Suprema d'Angola.
Segons el Comitè per a la Protecció dels Periodistes, el govern de dos Santos "va començar una campanya d'abús verbal contra Marques", citant una declaració del legislador Mendes de Carvalho, durant un debat parlamentari del 19 de gener de 2000 sobre la llibertat de premsa, que si Marques seguia criticant dos Santos "no arribaria als 40 anys".

### Judici
El seu judici va començar el 9 de març de 2000. Va ser acusat de conformitat amb la Llei 7/78 de Angola, també coneguda com la Llei de Crims contra la Seguretat de l'Estat. El Comitè per a la Protecció dels Periodistes va acusar que "la Llei 7/78 viola l'article 35 de la Constitució angolesa de 1992, que garanteix el dret a la llibertat d'expressió".
Encara que s'havia programat que fos escoltat davant la Cort Suprema, el cas de Marques va ser remès a la Cort de Divisió Penal, on va ser escoltat davant Joaquim de Abreu Cangato, antic membre de la policia secreta d'Angola sense formació legal. El 10 de març el procés es va allargar fins al 21 de març. En aquesta data, Cangato va ordenar que els espectadors, inclosos funcionaris d'ambaixades de EUA i Portugal, activistes de drets humans i periodistes, sortissin de la sala del tribunal, després de la qual cosa el procés continuava en secret.
El 31 de març Marques va ser considerat culpable del càrrec d'abús de la premsa, que va provocar una "injúria" al president. Va ser sentenciat a sis mesos de presó, però va romandre lliure pendent d'un recurs. També va ser sancionat amb 17,000 per dòlars estatunidencs $.
El Departament d'Estat dels Estats Units va expressar la seva preocupació perquè Marques no hagués rebut un judici just. El Comitè per a la Protecció dels Periodistes va condemnar fortament la fiscalia. El 27 d'octubre, sota pressió internacional, la Cort Suprema va canviar la condemna de Marques per una sentència suspesa amb la condició que no escrigués res difamatori sobre el govern durant els cinc anys següents. També se li va ordenar que pagués danys al President i el seu passaport va ser confiscat fins a finals de febrer de 2001.

## Treballs posteriors
Després de l'incident de difamació, Marques es va centrar en l'acabament de la guerra civil angolesa, organitzant una coalició de 250 líders cívics i religiosos per demanar una resolució pacífica. El 14 de juliol de 2001, va ser detingut de nou després de visitar persones desallotjades en un camp de reassentament fora de Luanda amb el periodista de la BBC Justin Pearce; les persones del camp havien estat desallotjades per la força d'un barri de la ciutat que aparentment havia estat reedificat per al desenvolupament comercial.
Entre 1999 i 2002, Marques va escriure una sèrie d'articles sobre el comerç de diamants de sang a la província de Luanda i la corrupció a la província de Cabinda, un important centre petrolier. Segons la seva cita al Premi Coratge Civil, "les seves crítiques no marcades sobre la brutalitat de l'exèrcit angolès i la malversació del govern i els interessos petroliers estrangers el van posar en extrem risc personal".
En 2003 va escriure Cabinda: A Year of Pain, un catàleg de centenars d'abusos contra els drets humans presumptament infligits a la població per part de les forces del govern i d'altres. En diversos informes de drets humans, i en el llibre de setembre de 2011 Diamantes de Sangue - Corrupção e Tortura em Angola, va descriure l'assassinat i la terrorització dels vilatans per part de companyies privades de seguretat i oficials angolesos en nom de protegir les operacions mineres. Al novembre de 2011 va emetre una denúncia penal que acusa nou generals angolesos de crims contra la humanitat en relació amb la mineria de diamants. Simultàniament fou denunciat per difamació per la Sociedade Mineira do Cuango Ltda., empresa amb seu a Luanda ique explora diamants a la conca del riu Cuango, a la província de Lunda-Nord, i per Teleservice, una empresa de seguretat privada. El procés fou arxivat en 2013, per falta de proves, a petició del Ministeri Públic portuguès.
El 2008 va fundar un lloc web contra la corrupció anomenat Maka Angola.
Posteriorment fou processat novament arran del llibre Diamantes de Sangue sota l'acusació de "denúncia calumniosa" contra el president José Eduardo dos Santos, acció promoguda per set generals, entre ells Hélder Vieira Dias Kopelipa, ministre d'Estat i cap de la Casa Militar del President de la República d'Angola, i dos antics caps d'Estat Major General de les Forces Armades Angoleses, João de Matos i Armando da Cruz Neto. Rafael Marques va anar a judici el 24 de març de 2015 al Tribunal Provincial de Luanda. A més, el procés es va suspendre fins al 23 d'abril, perquè es van presentar noves queixes sense haver estat notificat l'acusat.

## Altres activitats professionals
Marques ha participat en diverses conferències i seminaris internacionals, incloent "Transitions: A Conversation with National Leaders," patrocinat per la Universitat de Nova York i l'Acadèmia Internacional de la Pau i celebrat a Nova York el març de 2005; "Beyond 'Conflict Diamonds:' a New Report on Human Rights and Angolan Diamonds," celebrat al Centre Woodrow Wilson per a acadèmics internacionals a Washington, DC, el 24 de març de 2005; i "Angola's Oil Curse," a la Conferència Post-Nobel sobre "Oil Revenues – From Curse to Blessing for Developing Countries?”, celebrada el 17 de desembre de 2004.

## Reconeixements
Marques va rebre el Premi Percy Qoboza de l'National Association of Black Journalists en 2000. En 2006 va rebre el Premi Coratge Civil de la Northcote Parkinson Fund, que reconeix la "resistència ferma al mal amb un gran risc personal". En 2015 Marques va rebre el Premi Llibertat d'Expressió de l'Index on Censorship.
L'1 d'octubre de 2015, Rafael Marques de Morais va ser declarat beneficiari del Premi Allard per la Integritat Internacional, compartint el premi de CDN$100,000 amb John Githongo. En el moment de la seva nominació, Marques va dir que "és un impuls per al meu treball i un trencament important del meu aïllament i l'assetjament regular. També proporciona un raig d'esperança per als angolesos que creuen en la importància d'exposar la corrupció com a delicte i principal flagell de la societat."

## Publicacions

### Llibres
- Diamantes de Sangue - Corrupção e Tortura em Angola Arxivat 2015-04-02 a Wayback Machine.. Tinta da China, 2011. ISBN 9789896710859, 240 p.

### Articles
- O "bâton" da ditadura. Público, 1 d'abril de 2000.
- Presidência da República: O Epicentro de Corrupção em Angola Arxivat 2015-04-02 a Wayback Machine.. Maka Angola, 2 de setembre de 2010
- 'No politician, however strong, will stop me doing my job', The Guardian, 11 de novembre de 2014.